# ثیدون بویز
ثیدون بویز (به انگلیسی: Theydon Bois) یک روستا و محله مدنی در بریتانیا است که در اپینگ فورست واقع شده‌است. ثیدون بویز ۴٬۰۶۲ نفر جمعیت دارد.